# 岭南节度使
岭南节度使，开元二十一年（733年）设置岭南五府经略讨击使。后为天宝十节度之一。至德二载（757年）为岭南节度使。治所在广州。直辖广管各州，即今钦山港以东除连州、连山、连南之外的广东省。兼领桂州、邕州、容州、交州四管，所以号称五府（都督府）。咸通三年（862年）分为东西二道，广管为岭南东道节度使，邕管兼桂、容、交为岭南西道节度使。895年，改为清海军节度使。917年，清海军节度使劉龑建立南汉。

## 辖区
广管22州
- 广州（今广东省广州市）
- 韶州（今广东省韶关市）
- 循州（今广东省惠州市）
- 潮州（今广东省潮州市）
- 康州（今广东省德庆县）
- 泷州（今广东省罗定市）
- 端州（今广东省肇庆市）
- 新州（今广东省新会县）
- 封州（今广东省封开县）
- 春州（今广东省阳春市）
- 勤州（今广东省云浮市）
- 罗州（今广东省廉江市）
- 潘州（今广东省高州市）
- 高州（今广东省阳江市）
- 恩州（今广东省恩平市）
- 辩州（今广东省化州市）
- 雷州（今广东省雷州市）
- 崖州（今海南省海口市）
- 儋州（今海南省儋州市）
- 琼州（今海南省海口市琼山区）
- 振州（今海南省三亚市西崖城）
- 万安州（今海南省万宁市）

容管15州
- 容州（今广西北流市）
- 白州（今广西博白县）
- 禺州（今广西北流市东南）
- 牢州（今广西玉林市）
- 绣州（今广西桂平市南）
- 党州（今广西玉林市西北党州）
- 窦州（今广东信宜市西南）
- 廉州（今广西合浦县）
- 义州（今广西岑溪县）
- 汤州（今越南谅山省）
- 岩州（今广西横县和贵港市一带，具体辖境不详）
- 藤州（今广西藤县）
- 顺州（今广西陆川县）
- 郁林州（今广西兴业县）
- 平琴州（今广西玉林市）

邕管13州
- 邕州（今广西南宁市）
- 贵州（今广西贵港市）
- 横州（今广西横县）
- 钦州（今广西钦州市）
- 澄州（今广西上林县）
- 宾州（今广西宾阳县）
- 严州（今广西来宾市）
- 罗州（今广东廉江市）
- 淳州（今广西横县西北峦城镇北）
- 瀼州（今广西上思县西南）
- 山州（今广西北海市东）
- 田州（今广西田阳县东南）
- 笼州（今广西扶绥县）

桂管14州
- 桂州（今广西桂林市）
- 梧州（今广西梧州市）
- 贺州（今广西贺州市）
- 连州（今广东连州市）
- 柳州（今广西柳州市）
- 富州（今广西昭平县）
- 昭州（今广西平乐县）
- 蒙州（今广西蒙山县）
- 环州（今广西环江毛南族自治县）
- 融州（今广西融水苗族自治县）
- 古州（今贵州省黎平县）
- 思唐州（今广西象州县东）
- 龚州（今广西平南县）
- 思诚州（今广西大新县）

交管11州
- 交州（今越南河内市）
- 陆州（今广西钦州乌雷山）
- 峰州（今越南富寿省越池市东南）
- 爱州（今越南清化省清化市）
- 驩州（今越南乂安省荣市）
- 长州（今越南太平省）
- 芝州（今广西忻城县）
- 演州（今越南乂安省演州县）
- 武峨州（今越南太原省）
- 武安州（今越南海防市）
- 福禄州（今越南河静省）

## 历代節度使
- 宋璟（716年）
- 甄亶（717年）
- 裴伷先（719年—722年）
- 李琚（727年—735年）
- 李尚隐（727年）
- 李朝隐（733年—735年）
- 宋鼎（739年）
- 裴敦复（745年，未赴任）
- 彭果（745年—747年）
- 卢奂（749年—751年）
- 张九皋（751年—753年）
- 何履光（754年—756年）
- 贺兰进明（756年，未赴任）
- 韦利见（757年—758年）
- 张万顷（758年—760年）
- 赵良弼（760年—761年）
- 韦利见（761年）
- 张休（763年）
- 杨慎微（764年—767年）
- 徐浩（767年—768年）
- 李勉（768年—772年）
- 吕崇贲（772年—773年）
- 路嗣恭（773年）
- 李述（775年，遥领）
- 高翚（776年、777年）
- 张伯仪（777年—782年）
- 元琇（782年—784年）
- 杜佑（784年—787年）
- 李复（787年—792年）
- 薛珏（792年—795年）
- 王锷（795年—801年）
- 赵植（801年—802年）
- 徐申（802年—806年）
- 赵昌（806年—808年）
- 杨于陵（808年—810年）
- 郑絪（810年—813年）
- 马总（813年—816年）
- 崔咏（817年）
- 孔戣（817年—820年）
- 崔能（820年—823年）
- 郑权（823年—824年）
- 崔植（824年—826年）
- 胡证（826年—828年）
- 李宪（828年—829年）
- 崔护（829年—830年）
- 李谅（831年—833年）
- 崔珙（833年，未就任）
- 王茂元（833年—835年）
- 李从易（835年—836年）
- 卢钧（836年—840年）
- 崔龟从（844年—845年）
- 卢贞（845年—846年）
- 李玭（847年—848年）
- 李行修（848年—849年）
- 韦正贯（849年—851年）
- 纥干皋（851年—854年）
- 韦曙（855年—858年）
- 杨发（858年）
- 李燧（858年，随即收回任命，故未任）
- 李承勋（858年—859年）
- 萧倣（859年—860年）
- 韦宙（861年—868年）
- 郑愚（868年—871年）
- 郑从谠（871年—874年）
- 韦荷（874年—876年）
- 李迢（877年—879年）
- 郑续（879年—886年）
- 吕用之（886年，李煴所任，未到任）
- 裴璩（887年—889年）
- 刘崇龟（890年—895年）
- 陈珮（893年，未到任）
- 崔胤（896年，未到任）
- 李知柔（896年—900年）
- 崔胤（900年，未到任）
- 徐彦若（900年—901年）
- 刘隐（901年—911年）
- 裴枢（903年，未到任）
- 崔远（904年，未到任）
- 刘岩（911年—917年）